# Autoroute A3 (Tunisie)
L'autoroute A3 relie Tunis, capitale de la Tunisie, à la ville de Bou Salem (136 kilomètres). À terme, l'autoroute reliera la capitale à la frontière tuniso-algérienne (Fernana), soit 217 kilomètres à travers le territoire tunisien.
La première section, reliant Tunis à Medjez el-Bab, est ouverte en juillet 2005. L'ensemble, y compris la section reliant Medjez el-Bab à Oued Zarga, est inauguré le 20 février 2006. Le prolongement, d'une longueur de 70 kilomètres, est mis en travaux en mai 2012 et inauguré le 26 novembre 2016.

## Description du tracé
Le tracé entre Tunis et Oued Zarga, devisé à près de 255 millions de dinars, comporte notamment six ponts cumulant 530 mètres de longueur, 17 ouvrages d'art et 122 dalots, 25 passages supérieurs et inférieurs, quatre échangeurs, deux aires de service ainsi que deux stations principales de péage à El Fejja (entrée en service en 2006) et au point kilométrique 62,200.

### Sorties et échangeurs
- 01- Échangeur entre A3 et Mornaguia (PK 5,500)
- Péage d'El Fejja (PK 11,500)
- 02 - Borj El Amri (PK 18,000) +  Péage
- 03 - Medjez el-Bab (PK 42,+500) +  Péage
- 04 -  Échangeur entre A3 et RN5 (PK 56,600) +  Péage
- 05 - Oued Zarga (PK 62,+200) +  Péage
- 06 -  Échangeur entre A3 et Béja (PK 100,+000) +  Péage
- 07 - Bou Salem  Péage en pleine voie à la PK 125,000

### Aires de service
- L'autoroute compte une seule aire de service pour le moment à El Griaat (PK 29,000).
- Une deuxième aire de service est prévue au niveau d'Oued Zarga (PK 62,+200).

### Lieux sensibles
- La traversée de Jbel Sidi Salah au début de l'A3 (environ deux kilomètres) ;
- Le relief relativement montagneux dans la région de Slouguia près de Jbel Bou Morra (environ deux kilomètres).

## Futures extensions
L'A3 doit être prolongée vers la frontière tuniso-algérienne, de Bou Salem jusqu'à la frontière, sur 81 kilomètres.

### Gouvernorats traversés
Au terme de sa construction, l'autoroute A3 traversera quatre gouvernorats. La liste suivante répertorie les villes desservies et les sites visitables à proximité de l'autoroute.

#### Tunis
- Tunis

#### La Manouba
- Mornaguia
- Borj El Amri

#### Béja
- Medjez el-Bab
- Oued Zarga
- Béja

#### Jendouba
- Bou Salem